# Yaoshanicus arcus
Yaoshanicus arcus es una especie de pez de la familia
Cyprinidae en el orden de los Cypriniformes. Es un pez de agua dulce y de clima tropical. Se encuentra en Vietnam. Los machos pueden llegar alcanzar los 6,1 cm de longitud total. Es un pez de agua dulce y de clima subtropical. Se encuentran en Asia: río Xijiang (la China ).